# Kronoskogen, Tomelilla kommun
Kronoskogen är ett kommunalt naturreservat i Tomelilla kommun i Skåne län.
Området är naturskyddat sedan 2013 och är 121 hektar stort. Reservatet består av tall och lövskog och ett mindre område med betesmark.